# Juan Daniel Skoczdopole
Juan Daniel Skoczdopole (28 de diciembre de 1811, Příbram - 12 de marzo de 1877, Madrid) fue un director de orquesta español de origen checo.
Nació en el seno de la familia de un campanero de monasterio. Estudió en el Conservatorio de Praga, entre otras cosas violín con Josef Slavík. Tras sustituir a un director enfermo durante una función de un circo ambulante en Praga, se enamoró de una acróbata española y, tras abandonar sus estudios, se marchó con el circo, para acabar en España, donde permaneció el resto de su vida. Fue director de orquesta en varios teatros de Madrid, empezando por el Teatro del Circo; en 1844 acogió en ese teatro una serie de conciertos itinerantes de Franz Liszt, y durante uno de los conciertos Liszt se hizo cargo del acompañamiento al piano de todos los vocalistas que actuaban en el mismo programa con él, ya que el acompañamiento de Skoczdopole le parecía insatisfactorio.
De 1851 a 1865 y de 1871 a 1877 fue director de orquesta del Teatro Real. También dirigió las temporadas de verano de la Sociedad de Conciertos de Madrid. Promocionó la música de Richard Wagner en España, incluyendo desde 1869 en sus programas de concierto la obertura de la ópera Tannhäuser, y el 5 de febrero de 1876 dirigió la primera producción wagneriana en el Teatro Real (Rienzi). Gustavo Adolfo Bécquer observó en el temperamento directorial de Skoczdopole una "precisión mecánica" igual a la de una máquina de vapor.
Escribió la Gran Cantata a Su Majestad Isabel II (1852), varias piezas ligeras para piano (valses, polcas, etc.) y canciones.